# Maison du Docteur Gachet
Pour les articles homonymes, voir Maison (homonymie) et Gachet.
La maison du docteur Gachet est une demeure et son jardin du XIXe siècle, à Auvers-sur-Oise dans le Val-d'Oise, en Île-de-France, à 30 km au nord-ouest de Paris. Cette demeure du docteur Paul Gachet est un « musée Vincent van Gogh » ouvert au public en 2003 pour les 150 ans de la naissance de Van Gogh, inscrite aux monuments historiques depuis 1991, et labellisée Maisons des Illustres,. 

## Historique
Le Dr Paul Gachet (1828-1909) s'installe avec sa famille, en 1872, dans cette demeure des années 1840, avec atelier d'artiste troglodytique dans un vaste jardin à l'anglaise ébouriffé et luxuriant, à Auvers-sur-Oise dans le Vexin français (considéré comme un des berceaux de l'impressionnisme). Ce médecin spécialisé dans les maladies nerveuses, est également peintre, mécène, graveur, collectionneur d'art et professeur d'anatomie artistique. 

Jardin et atelier d'artiste troglodytique
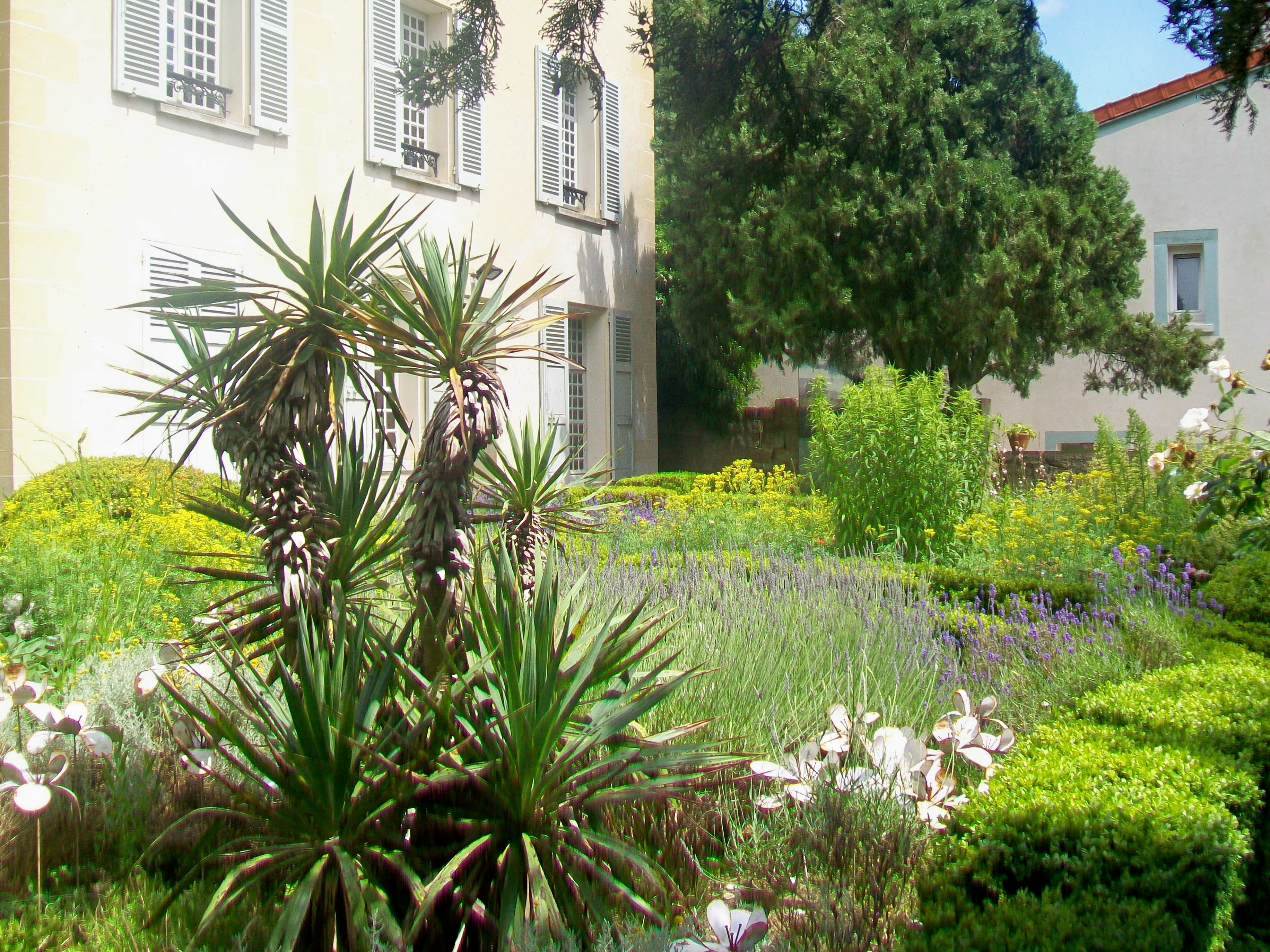
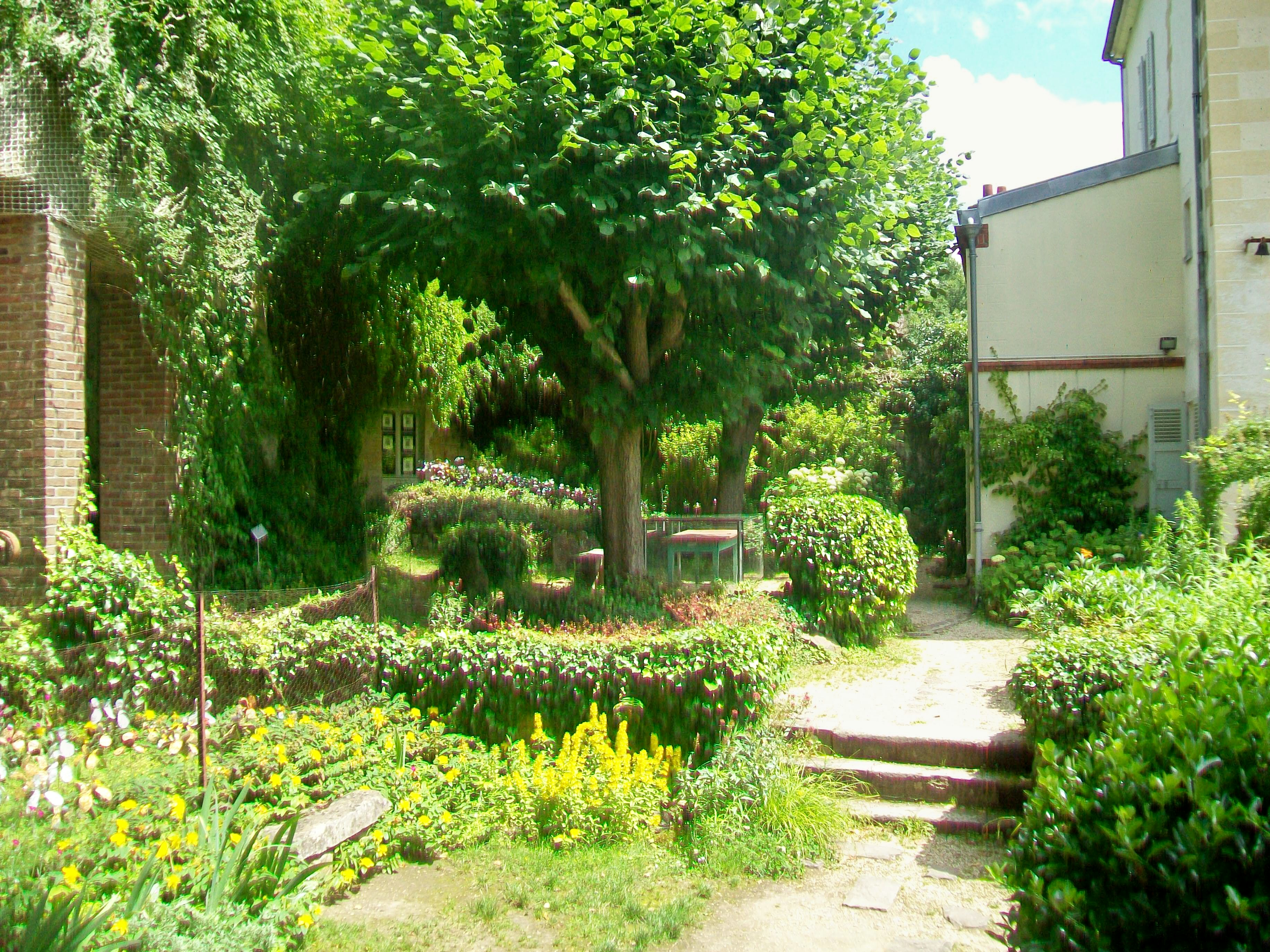
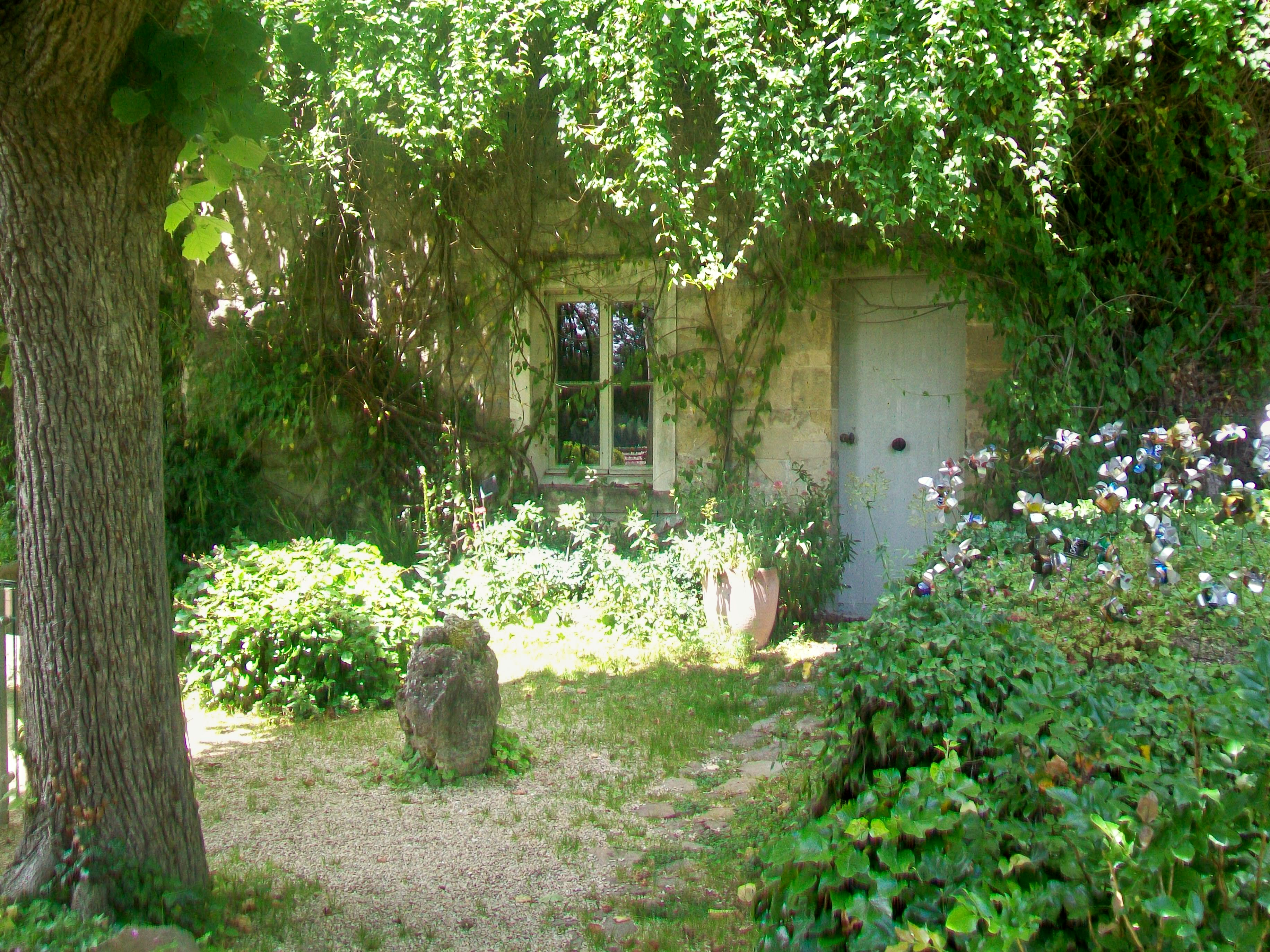

Sa maison est fréquentée par de nombreux patients-peintres et amis de l'époque, dont Paul Cézanne, Jean-Baptiste Camille Corot, Charles-François Daubigny, Honoré Daumier, Julien Dupré, Jean Geoffroy, Armand Guillaumin, Édouard Manet, Achille Oudinot, Camille Pissarro, Auguste Renoir, et Vincent van Gogh...

### Vincent van Gogh
Van Gogh s'installe le 20 mai 1890 à Auvers-sur-Oise, sur recommandation de son frère Théodorus van Gogh, où il prend une chambre (n°5) à l'auberge Ravoux, et écrit à son frère « Auvers est gravement beau, c’est de la pleine campagne caractéristique et pittoresque » et « J'ai trouvé un véritable ami en la personne du Dr Gachet, quelque chose comme un autre frère, tant nous nous ressemblons physiquement et aussi mentalement... ». 

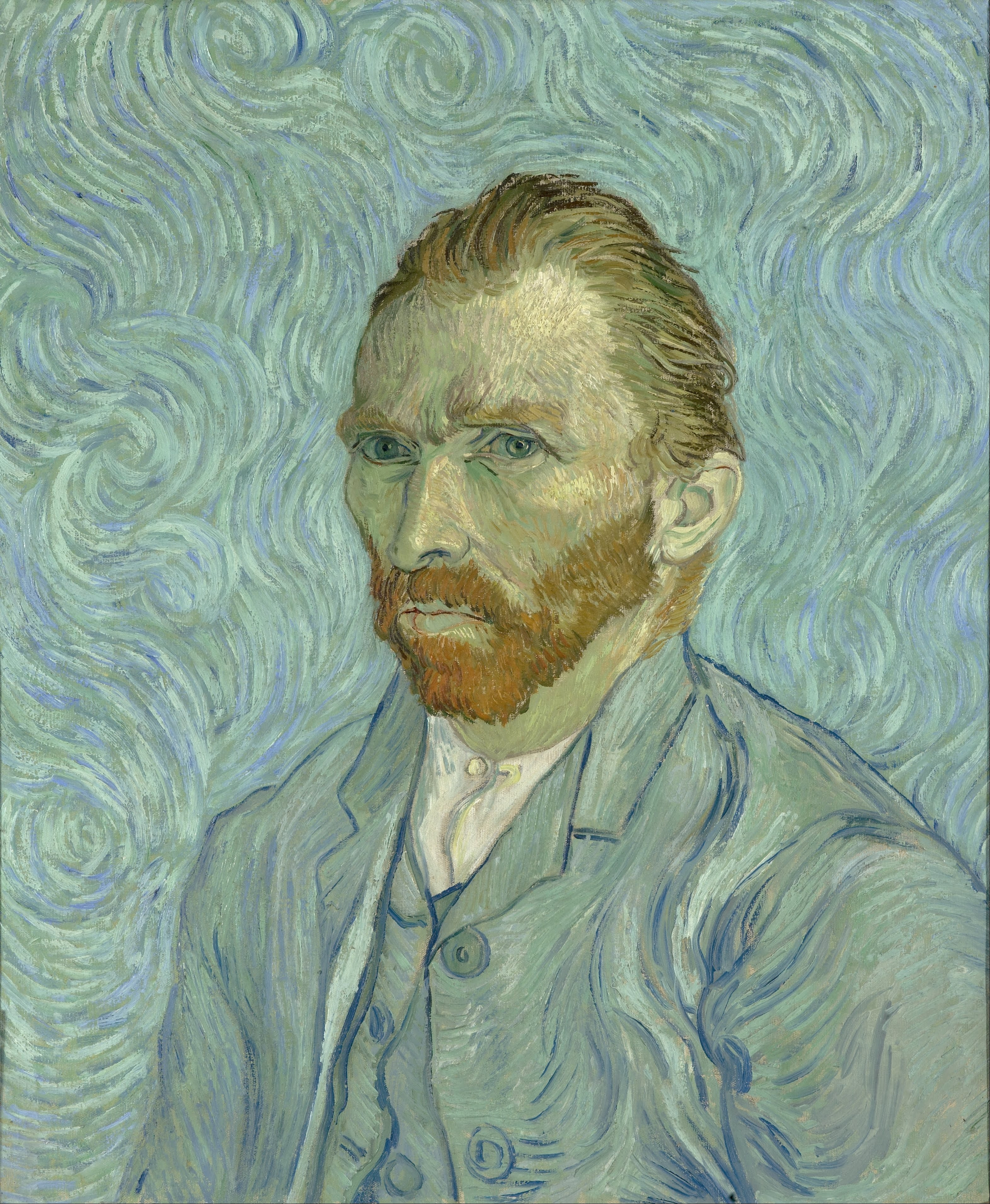
Autoportrait de Vincent van Gogh (1889).
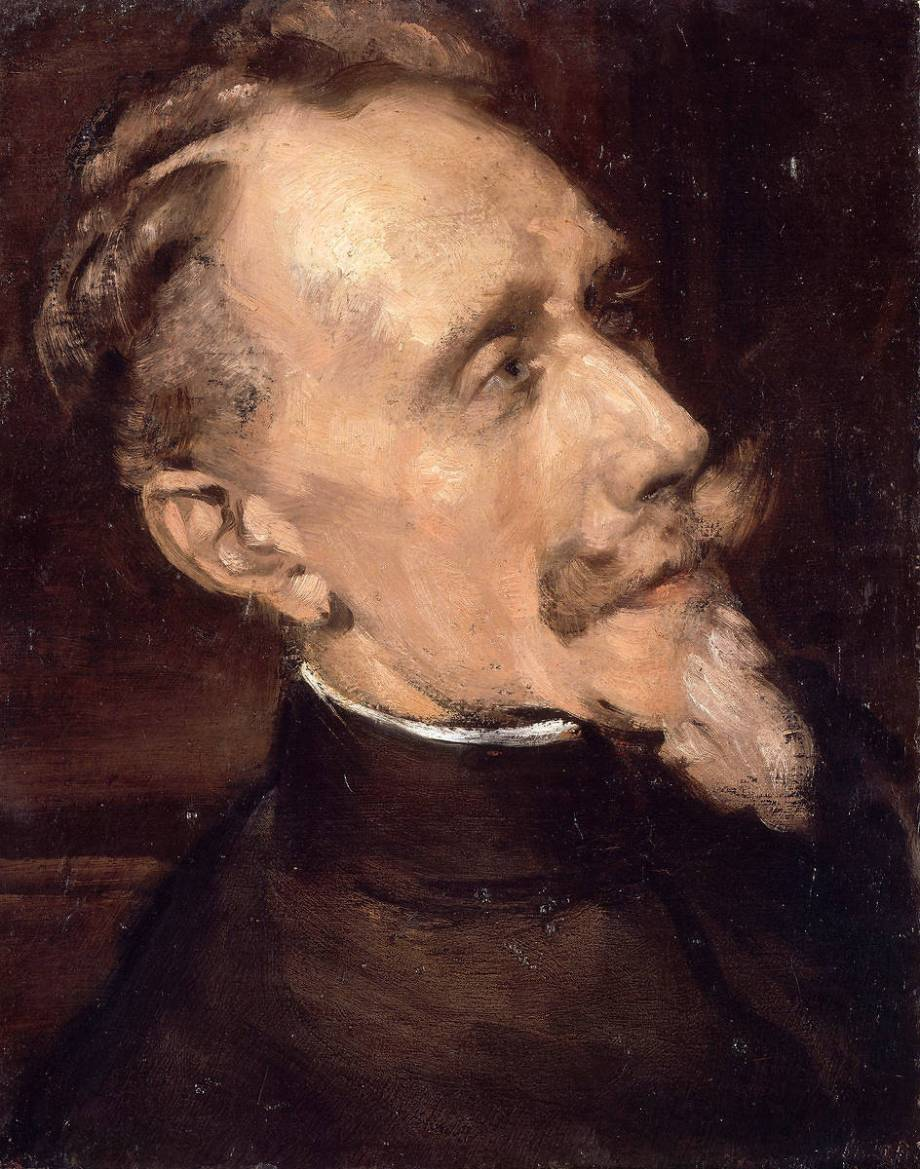
Paul Gachet, par Émile Bernard (v1850)
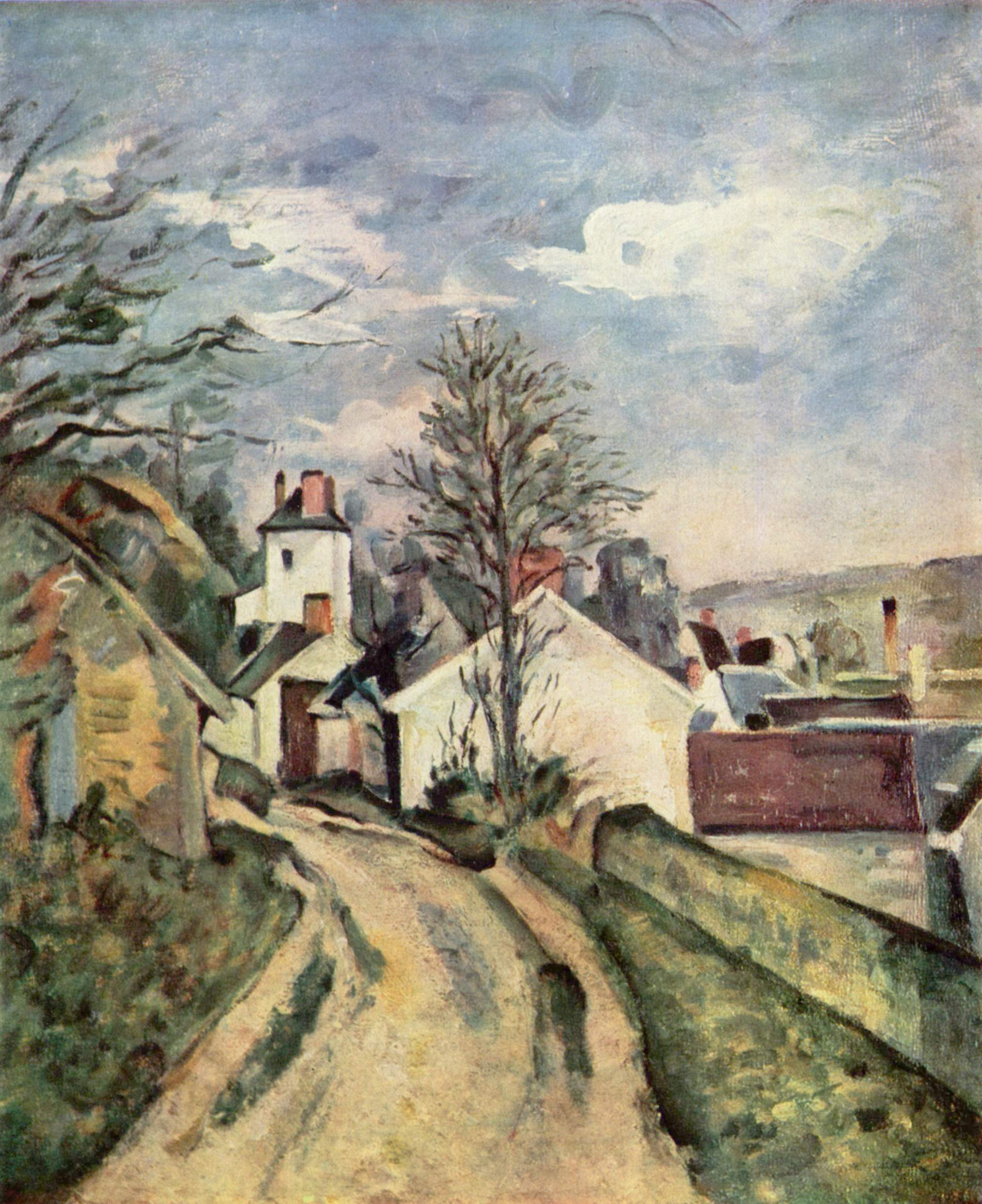
La Maison du docteur Gachet à Auvers, par Paul Cézanne (v1872)
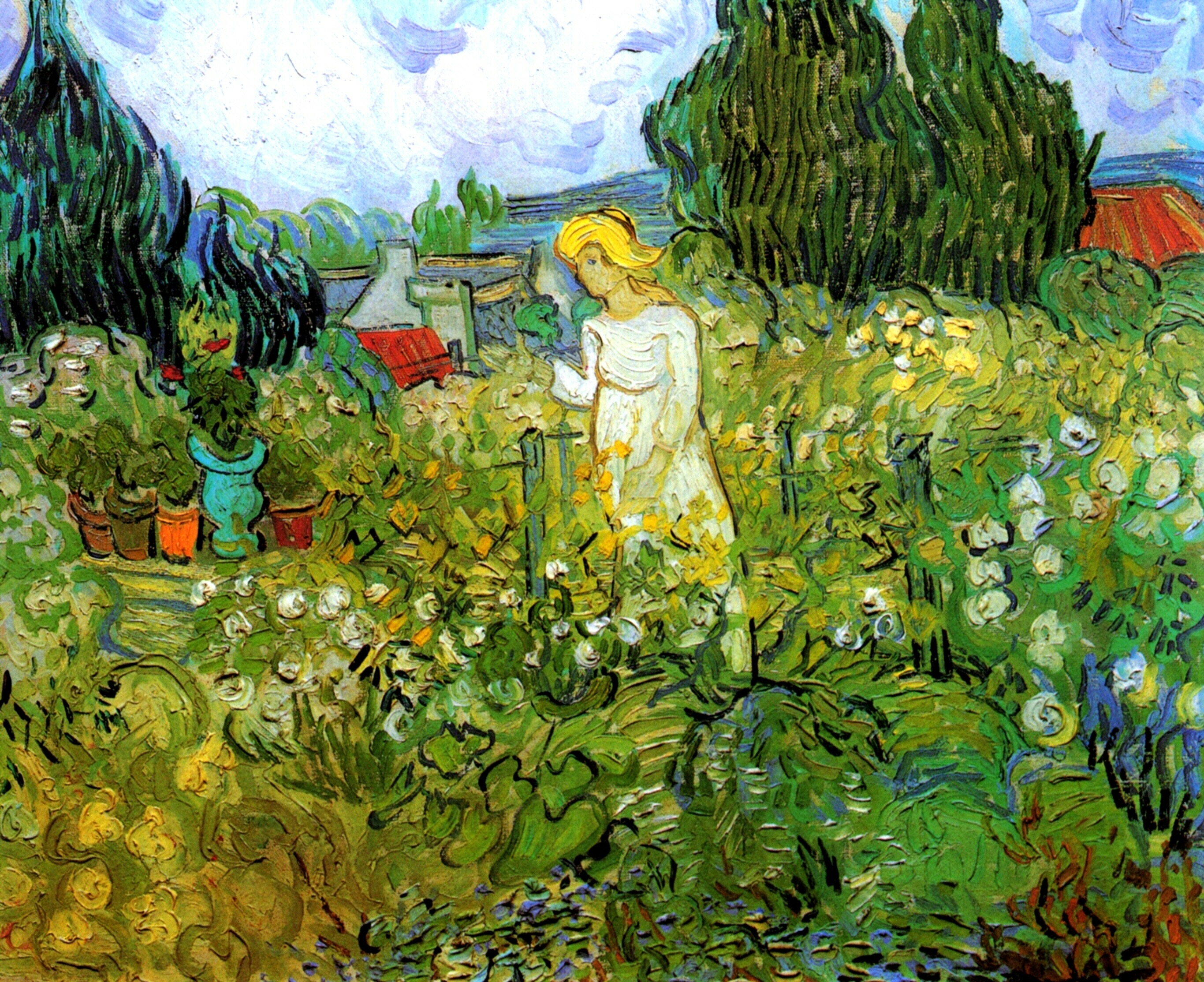
Mademoiselle Gachet dans son jardin à Auvers-sur-Oise, par Vincent van Gogh (1890)

Après une ultime crise de démence et de désespoir, et avoir peint plus de 70 toiles de l'ultime « période Auvers-sur-Oise » de son œuvre, durant les 70 derniers jours de sa vie, Vincent van Gogh se suicide le 29 juillet 1890 à Auvers-sur-Oise, à l'âge de 37 ans, d'une balle de revolver dans la poitrine, et repose depuis au cimetière d'Auvers-sur-Oise (au côté de son frère Théodorus van Gogh, disparu 6 mois plus tard). 

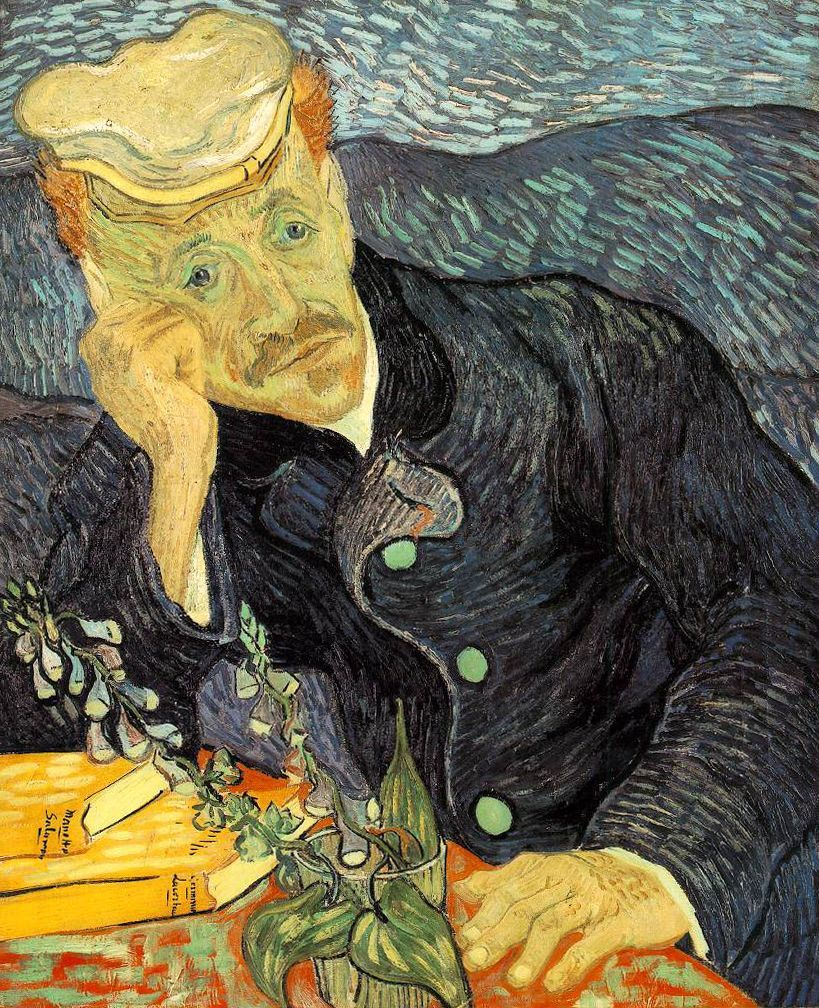
Portrait du docteur Gachet avec branche de digitale, par Vincent van Gogh (1890)

Le docteur Gachet disparaît dans cette demeure le 9 janvier 1909, après avoir acquis de ses amis artistes durant sa vie, une des plus importantes collections d'art impressionniste d'Europe d'alors, dont ses enfants héritiers Marguerite Gachet (en) et Paul Gachet ont fait d'importants dons aux musées français à la fin des années 1940. La première des deux versions de son Portrait du docteur Gachet avec branche de digitale, peint en 1890 par van Gogh dans cette maison, est adjugée aux enchères 100 ans plus tard, en 1990, pour 82.5 millions de dollars chez Christie's de New York, au collectionneur d'art japonais Ryoei Saito (en) (en même temps qu'une version du Bal du moulin de la Galette, d'Auguste Renoir, adjugée à 78.1 millions de dollars) deux des peintures les plus chères de l'histoire de l'art de l'époque.
La demeure et son jardin sont acquises en 1996 par le conseil général du Val-d'Oise, pour en faire un musée Van Gogh, inauguré en 2003 pour les 150 ans de la naissance du peintre.

## Quelques lieux, personnes, et œuvres locales
- Paul Gachet
- Auberge Ravoux
- Château d'Auvers
- Portrait d'Adeline Ravoux
- L'Église d'Auvers-sur-Oise
- Marguerite Gachet au piano
- La Mairie d'Auvers-sur-Oise le 14 juillet
- Portrait du docteur Gachet avec branche de digitale
- Mademoiselle Gachet dans son jardin à Auvers-sur-Oise
- La Maison du docteur Gachet à Auvers, de Paul Cézanne
- Cimetière d'Auvers-sur-Oise, où reposent les frères Vincent et Théodorus van Gogh.

## Au cinéma
- 1956 : La Vie passionnée de Vincent van Gogh, de Vincente Minnelli, avec Kirk Douglas (van Gogh).
- 1991 : Van Gogh, de Maurice Pialat, avec Jacques Dutronc (van Gogh) et Gérard Séty (Dr Gachet)[8].
- 2017 : La Passion Van Gogh, de Dorota Kobiela[9].
- 2018 : At Eternity's Gate, de Julian Schnabel, avec Willem Dafoe (van Gogh) et Mathieu Amalric   (Dr Gachet)

## Autres musées Van Gogh
- Musée Van Gogh d'Amsterdam, aux Pays-Bas.
- Monastère Saint-Paul-de-Mausole de Saint-Rémy-de-Provence, en Provence.